# Королівство гепідів
Королівство гепідів — державне утворення, що існувало в Тисо-Дунайській низовині й на Балканах між 454 та 567 роками.
Гепіди були одним із племен, що входили до племінного союзу гунів. Після смерті Аттіли, вони вчинили бунт, очоливши інші племена в союзі, й завдали гунам поразки у 454 році в битві на Недао.
Держава гепідів проіснувала до 567 року, коли була остаточно знищена лангобардами.

## Історія
У ІІ столітті в північно-східній частині Карпатського басейну з’явилися готи, гепіди та інші племена, які жили вздовж від верхів’я Вісли аж до узбережжя Чорного моря. Гепіди успішно воювали проти бургундів і безуспішно проти остготів. Вони брали участь у нападах на Римську імперію, але зазнали поразки від Проба (276-282) при Найсосі, після чого частина гепідів була переселена на територію імперії. 
Входили до гунського союзу, зберігаючи самоврядування, а гепідський монарх Ардаріх був одним із найближчих радників Аттіли. Після смерті Аттіли гепіди підняли повстання проти його наступників і виграли битву на річці Недао. У 506 році король остготів Теодоріх Великий відбирає Сирмій у короля Фразаріуса та його сина Траустила, внаслідок чого укладається угода між гепідами та Візантією. Не пізніше 537 року, під час розгрому Остготського королівства від Візантії, гепіди повернули Сирмій як свою столицю. Наприкінці IV століття з'явилися перші відомості про проповідування християнства у формі аріанства, але це не знайшло відображення в похоронному обряді гепідів.
До кінця 6 століття гепіди стали сусідами з лангобардами, з правителями яких вони вступили в династичні шлюби. У цей період виник конфлікт з лангобардами, які постійно претендували на землі гепідів. У 562 році війська Гепідського королівства були розбиті під Асфельдом союзом лангобардів і аварів, ймовірно, не без допомоги Візантії. 
567 року, під час Лангобардсько-Гепідської війни був вбитий останній відомий гепідський король Кунимунд, а Сирмій і гепідську скарбницю захопили візантійці. Деякий час дуксом колишньої столиці гепідів Сирмії, що перебувала під контролем Візантії, був гепідський князь Уздибад. Після 568 р. більша частина земель гепідів потрапила під владу Аварського каганату. Гепіди поступово асимілювалися, останній раз згадуючись як невелика група в Паннонії. Гепіди брали участь у 80-тисячному війську, яке у 626 р. осадило Константинополь, разом зі словянами, антами, болгарами та іншими племенами. Археологами знайдені докази карбування власних монет у Сирмії як гепідській столиці.

## Королі гепідів
- Фастида бл. 250
- Ардарік 420–460, сподвижник Аттіли
- Гундеріт 460-490
- Траустила 490–504
- Мундо 460–500, брат Тразариха, претендент на трон
- Тразарих 504–508
- Елемунд бл. 549
- Турисинд 548–560
- Кунимунд  560–567.